# Documentación ágil
Documentación Ágil es el resultado de la aplicación de un conjunto de estrategias, prácticas, técnicas y tareas a las labores de diseño, elaboración, compilación, difusión y distribución de documentos de cualquier tipo en la organización. Se le dirá ágil a la documentación que funciona como un eslabón permanentemente imbricado con la organización, y de cuya relevancia para el éxito organizacional en el cumplimiento de sus objetivos hay una plena consciencia en todos los niveles de la misma.
La aplicación de los principios básicos de documentación ágil permite una reducción significativa en los tiempos en que las tareas de elaboración, depuración y entrega de los documentos entre las distintas instancias de la organización, y entre ésta y terceros, al tiempo que incrementa la precisión y pertinencia de sus contenidos. La idea de documentación ágil toma los principios del Manifiesto ágil y los aplica a los procesos descritos anteriormente.
- Datos: Q5812257